# Bornella stellifera
Bornella stellifera is een slakkensoort uit de familie van de Bornellidae. De wetenschappelijke naam van de soort is voor het eerst geldig gepubliceerd in 1848 door A. Adams & Reeve [in A. Adams].